# Huzajma
Huzajma – wieś w Syrii, w muhafazie Ar-Rakka. W 2004 roku liczyła 3386 mieszkańców.